# آتالوس یکم
آتالوس یکم (یونانی باستان: Ἄτταλος Α΄)، با نام مستعار (لقب) سوتِر ( به معنای «نجات‌بخش») (زندگی در ۲۶۹ تا ۱۹۷ قبل از میلاد) از سال ۲۴۱ تا ۱۹۷ قبل از میلاد به‌عنوان پادشاه به شهر پرگامون، یک پولیس پونان باستان (که امروزه در شهر برگاما کشور ترکیه واقع‌شده‌است) حکمرانی می‌کرد. پدر او آتالوس و مادرش آنتیوخیس (نوه سلوکوس یکم) بودند. پدر او در کودکی‌اش درگذشت و او توسط اومنس یکم بزرگ شد؛ 
در نتیجه آتالوس اولین برادرزاده و نیز پسرخوانده اومنس یکم بود که جانشین او شد و اولین نفر در دودمان اتالیه بود که در سال ۲۳۸ قبل از میلاد عنوان پادشاهی را برای خود برگزید. 
آتالوس یکم محافظ شهرهای یونانی شبه‌جزیره آناتولی بود و خود را قهرمان جنگ یونانی‌ها علیه بربرها می‌دانست. در دوران حکومت او، شهر پرگامون به قدرت قابل ملاحظه‌ای در یونان شرقی بدل شد. او کمی پس از جنگ دوم مقدونی در سال ۱۹۷ قبل از میلاد و در سن ۷۲ سالگی درگذشت. پس از او پسرش اومنس دوم به عنوان پادشاه جانشین او شد.